# Tanycolagreus
Tanycolagreus là một chi khủng long, được Carpenter C. A. Miles & Cloward mô tả khoa học năm 2005.